# Villar del Campo
Villar del Campo es una localidad y también un municipio de la provincia de Soria, 
partido judicial de Soria, comunidad autónoma de Castilla y León, España. Tiene un área de 25,29 km². 
Desde el punto de vista jerárquico de la Iglesia católica forma parte de la Diócesis de Osma la cual, a su vez, pertenece a la Archidiócesis de Burgos.

## Geografía
Integrado en la comarca de Frentes, se sitúa a 29 kilómetros de la capital soriana. El término municipal está atravesado por la carretera nacional N-122, entre los pK 122 y 126, y por una carretera local que conecta con Pozalmuro. El relieve del municipio está definido por la sierra del Madero por el norte y el noreste y por una zona cada vez más llana hacia el sur y el oeste, por donde discurre el río Rituerto. La altitud oscila entre los 1411 metros en la sierra del Madero (Mojón Gordo) y los 1025 metros a orillas del río Rituerto. El pueblo se alza a 1029 metros sobre el nivel del mar. 
| Noroeste: Valdegeña           | Norte: Trévago | Noreste: Matalebreras          |
| Oeste: Valdegeña y Aldealpozo |                | Este: Matalebreras y Pozalmuro |
| Suroeste: Tajahuerce          | Sur: Pozalmuro | Sureste: Pozalmuro             |

## Historia
Sobre la base de los datos del censo de Pecheros de 1528, en el que no se contaban eclesiásticos, hidalgos y nobles, se registra la existencia 19 pecheros, es decir unidades familiares que pagaban impuestos.
A la caída del Antiguo Régimen la localidad se constituye en municipio constitucional en la región de Castilla la Vieja, partido de Soria que en el censo de 1842 contaba con 33 hogares y 130 vecinos. Desde 1833 el municipio formó parte de la provincia de Soria. A mediados del siglo XIX crece el término del municipio porque incorpora a Castellanos del Campo.
En 1941 entró en servicio la línea Soria-Castejón, que contaba con una estación de ferrocarril propia en el municipio de Aldealpozo. Esta línea férrea formaba parte del eje Torralba-Castejón y se mantuvo abierta al tráfico hasta 1996.

## Geografía humana

### Demografía
Cuenta con una población de 30 habitantes (INE 2024).
| Gráfica de evolución demográfica de Villar del Campo entre 1842 y 2021 |
| |
| Población de derecho según los censos de población del INE Población de hecho según los censos de población del INEEntre el censo de 1857 y el anterior, crece el término del municipio porque incorpora a 425027 (Castellanos del Campo) |

### Población por núcleos
| Núcleos               | Habitantes (2000) | Habitantes (2009) | Notas      |
| --------------------- | ----------------- | ----------------- | ---------- |
| Villar del Campo      | 36                | 27                |            |
| Castellanos del Campo | 0                 | 0                 | Despoblado |

### Economía
En su término e incluidos en la Red Natura 2000 los siguientes lugares:
- Lugar de Interés Comunitario conocido como Quejigares y encinares de Sierra del Madero, ocupando 958 hectáreas, el 38 % de su término.[8]

Este pueblo se dedica a la agricultura del cereal, principalmente. Cuenta con potencialidades turísticas: el Camino de Santiago de Soria, también llamado Castellano-Aragonés, pasa por la localidad. 

## Monumentos y lugares de interés
Como dato curioso se rodaron varias escenas de la película Doctor Zhivago de David Lean, en la estación de ferrocarril, y ese año tuvieron que improvisar nieve artificial porque no nevaba cuando quisieron rodar las escenas.
La película Bienvenido, Mister Marshall de Berlanga hace referencia a Villar del Campo. En ella, los habitantes de Villar del Río, usan el autobús para desplazarse hasta la ruta ferroviaria que atravesaba el término municipal del pueblo y en el que hacía parada.

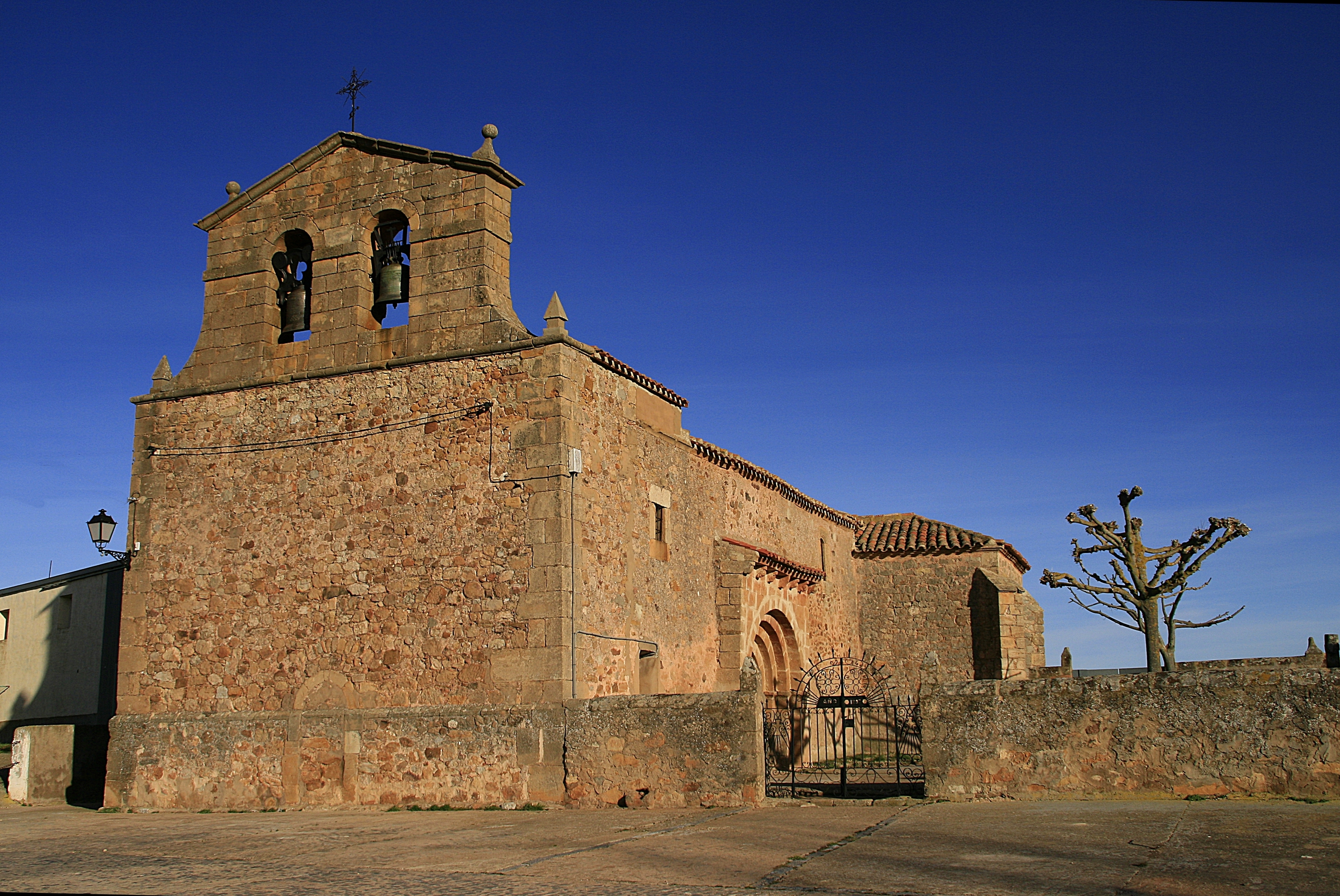
Iglesia de Nuestra Señora de las Mercedes.
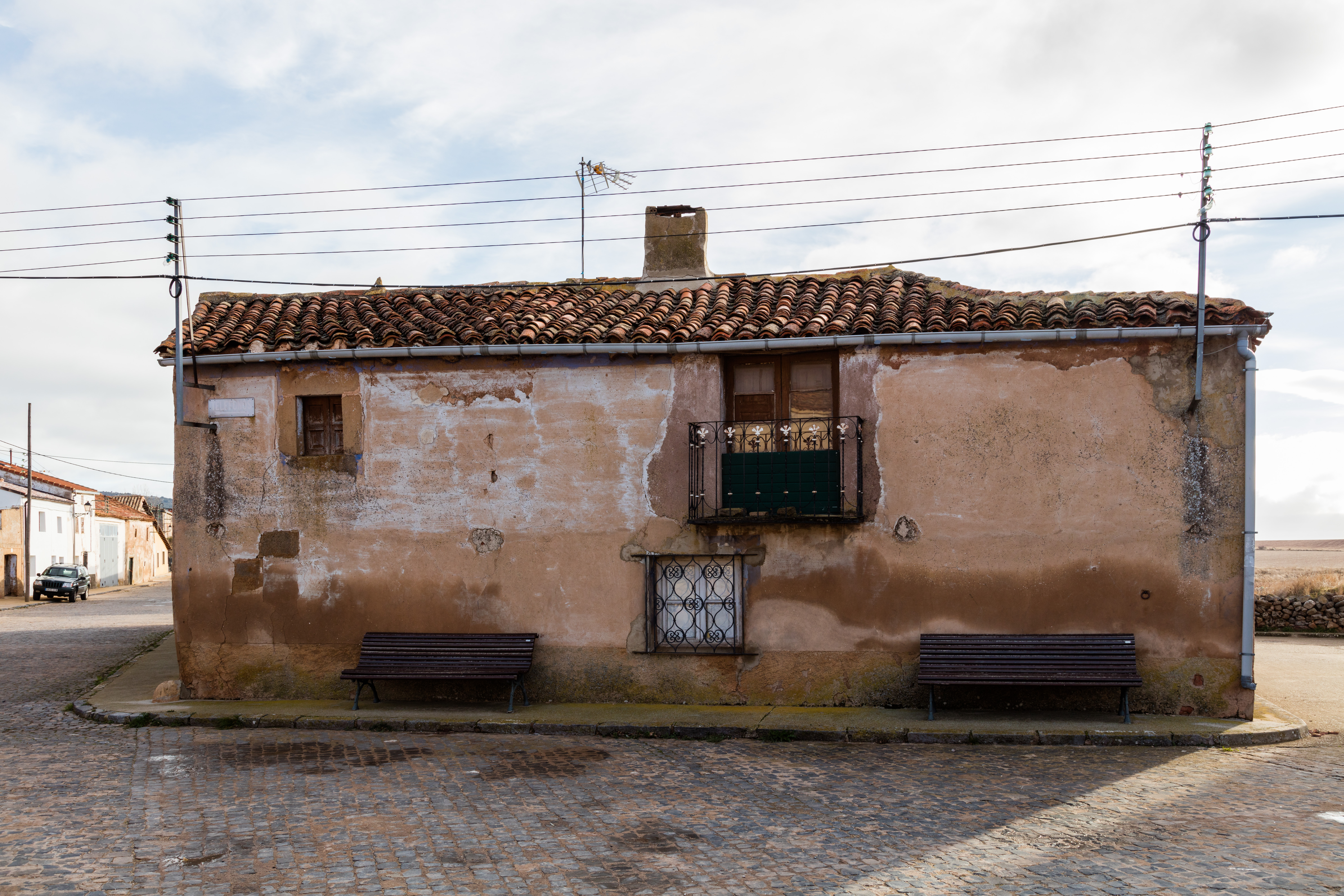
Casa en el municipio.
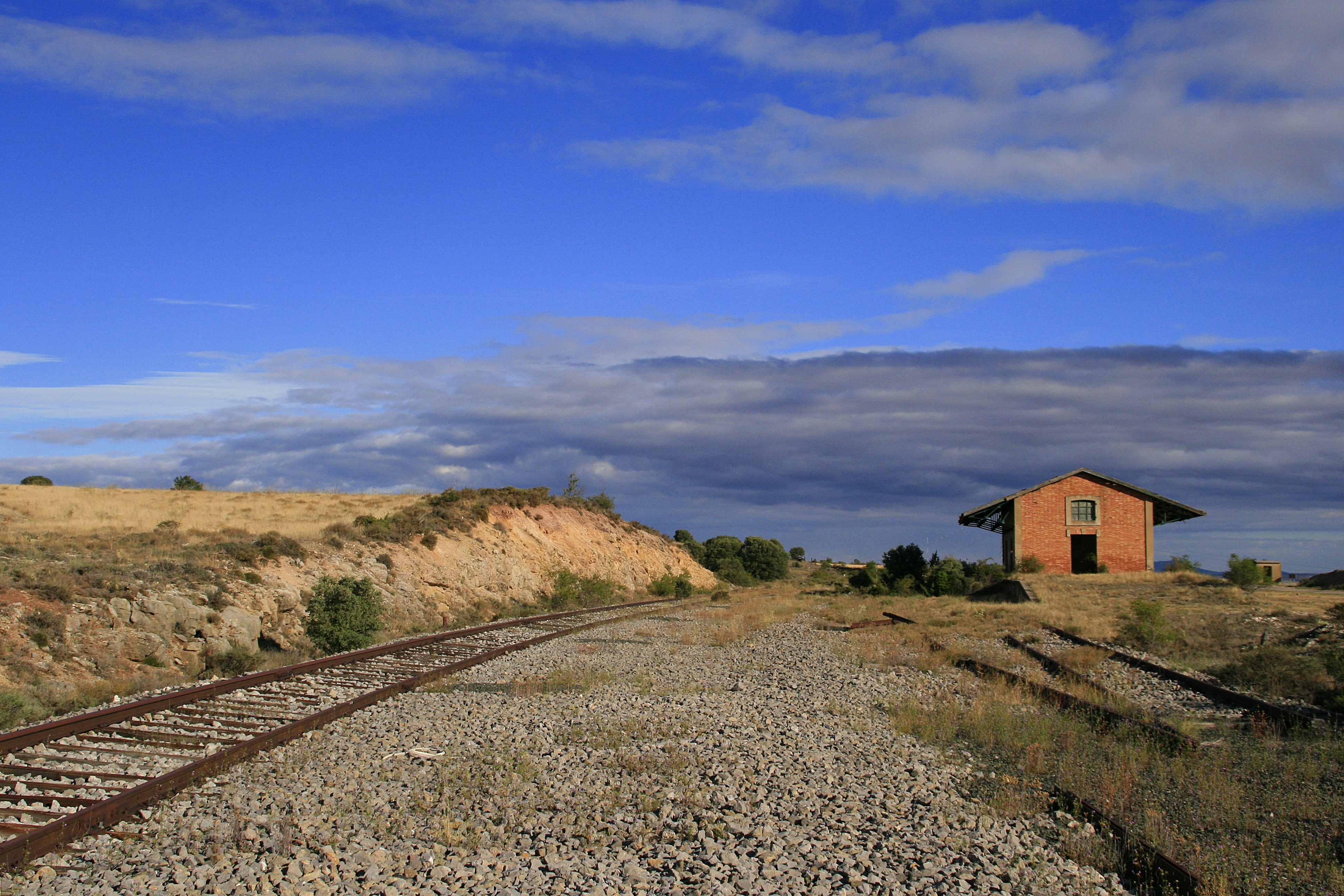
Antigua estación.
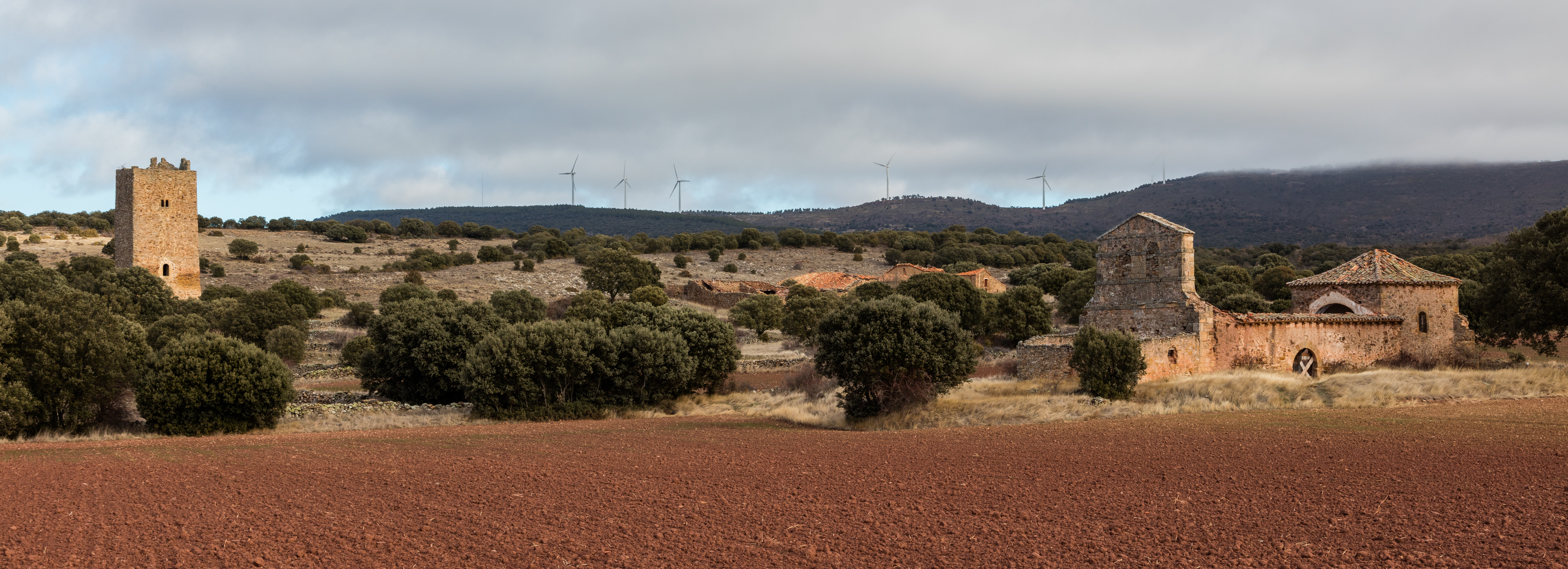
Vista general de la abandonada pedanía de Castellanos del Campo.
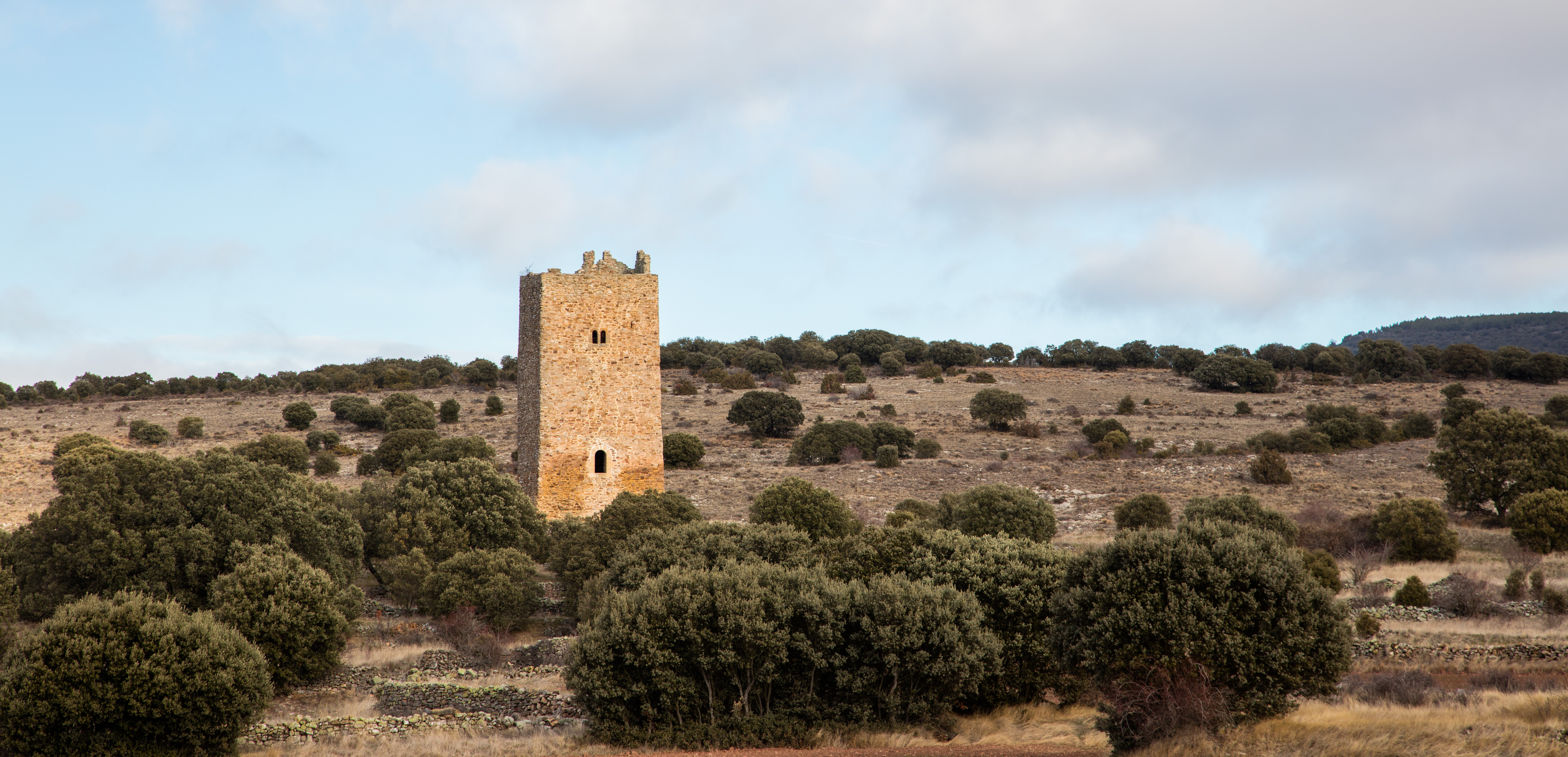
Torre de Castellanos.